# Phelsuma guttata
Phelsuma guttata är en ödleart som beskrevs av Kaudern 1922. Phelsuma guttata ingår i släktet Phelsuma och familjen geckoödlor. Inga underarter finns listade i Catalogue of Life.
Artepitetet är bildat av det latinska ordet gutta (droppe). Det syftar på de röda och svarta fläckarnas form på ovansidan. Kroppens grundfärg kan däremot variera.
Denna geckoödla förekommer i nordöstra Madagaskar. Arten lever i låglandet och i låga bergstrakter upp till 950 meter över havet. Den vistas i olika slags skogar och den hittas ofta klättrande på palmer som de resandes träd (Ravenala madagascariensis) eller palmer av släktet Pandanus. Honor lägger ägg men modern värmer äggen inte.
Skogsröjningar hotar beståndet. Phelsuma guttata har viss förmåga att anpassa sig till skogsbruk. Hela populationen minskar men ödlan är fortfarande vanligt förekommande. IUCN kategoriserar arten globalt som livskraftig.